# Aizac
 Aizac  es una población y comuna francesa, en la región de Ródano-Alpes, departamento de Ardèche, en el distrito de Privas y cantón de Antraigues-sur-Volane.

## Demografía
| 497 | 441 | 554 | 574 | 657 | 642 | 778 | 737 | 710 | 482 | 479 | 501 | 443 | 491 | 478 | 473 | 446 | 408 | 401 | 331 | 319 | 301 | 275 | 275 | 249 | 223 | 196 | 177 | 137 | 144 | 156 | 169 |
| Para los censos de 1962 a 1999 la población legal corresponde a la población sin duplicidades (Fuente: INSEE [Consultar]) |     |     |     |     |     |     |     |     |     |     |     |     |     |     |     |     |     |     |     |     |     |     |     |     |     |     |     |     |     |     |     |